# Rdza pęcherzykowata igieł sosny

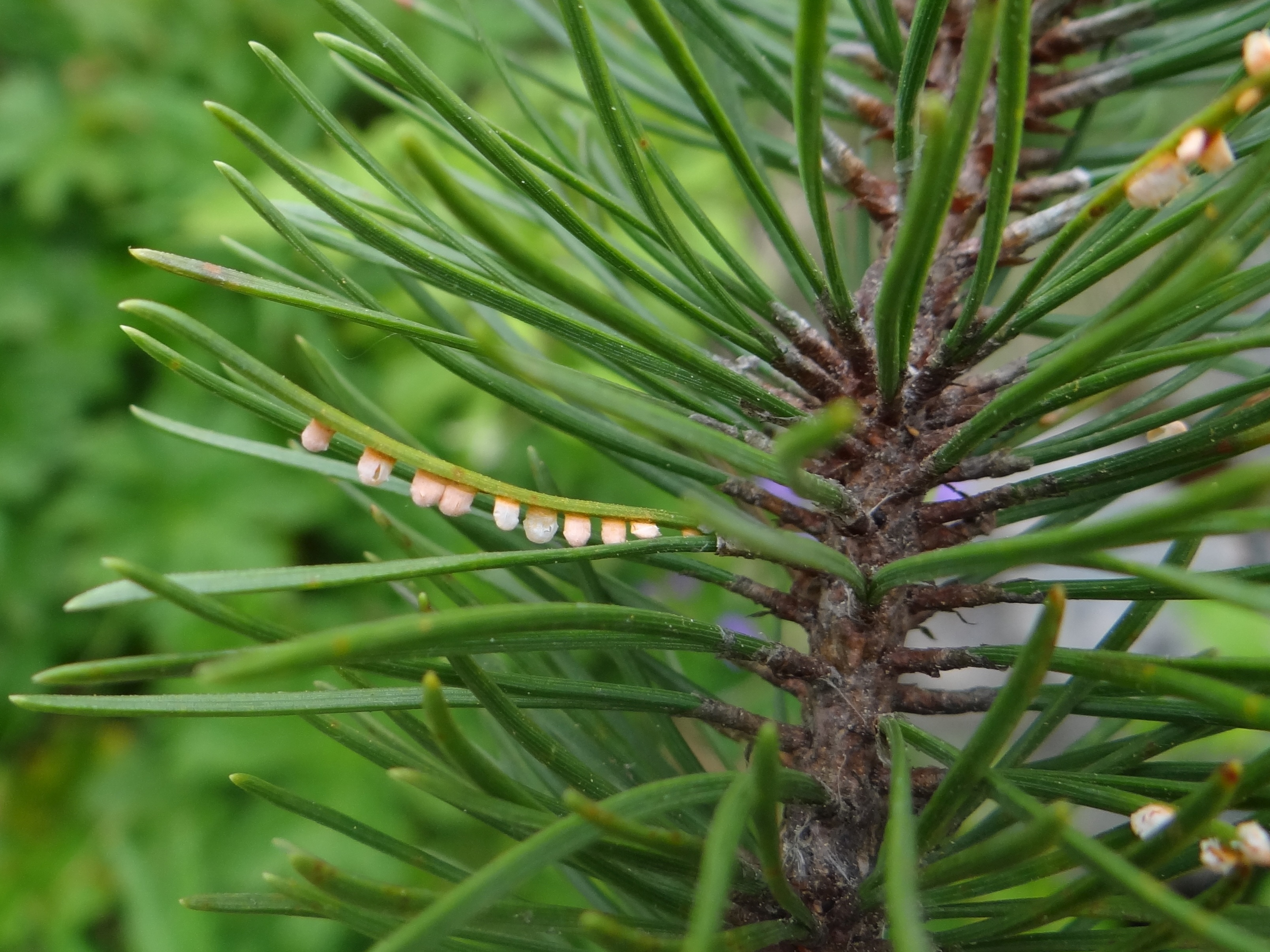
Ecja Coleosporium tussilaginis na igłach sosny

Rdza pęcherzykowata igieł sosny – grzybowa choroba sosen z grupy rdzy, wywołana przez zaliczany do rdzowców grzyb Coleosporium tussilaginis. Choroba występuje na sosnach dwuigielnych i trzyigielnych, najczęściej na sośnie zwyczajnej.

## Objawy i szkodliwość
Pierwsze objawy choroby pojawiają się na igłach sosny w kwietniu lub maju w postaci niewielkich, początkowo chlorotycznych, potem żółknących plamek. W miejscach tych plamek powstają trudne do zauważenia spermogonia. W kilka dni później w miejscach infekcji powstają na igłach ecja, wytwarzające ecjospory. Ecja mają językowaty lub kolumnowaty kształt, wysokość około 0,5–1 mm i żółtawą barwę. Proces ich wytwarzania trwa tylko od kwietnia do maja, potem po ecjach pozostają tylko drobne blizny lub żółtawe, ewentualnie brązowe plamy. Igły sosny, na których występowały ecja zazwyczaj żółkną i opadają.
Największe szkody choroba wyrządza w szkółkach. Jeśli występuje w dużym nasileniu, powoduje zahamowania wzrostu roślin oraz obniża jakość sadzonek.

## Ochrona
Można zapobiec chorobie, lub przynajmniej ją ograniczyć poprzez wykaszanie, lub niszczenie herbicydami w okolicach szkółek zwartych zarośli roślin będących drugimi żywicielami Coleosporium tussilaginis. Jeżeli choroba występuje już w szkółce, zwalcza się ją poprzez opryskiwanie sadzonek odpowiednimi fungicydami.